# 1950 في الأرجنتين
فيما يلي قوائم الأحداث التي وقعت خلال عام 1950 في الأرجنتين.

## رياضة
- 1 يناير – بطولة كأس العالم لكرة السلة 1950

## مواليد

### يناير
- 1 يناير – خافيير جوليا
- 1 يناير – فيكتور ماركيتي لاعب كرة قدم أرجنتيني.
- 23 يناير – لويس ألبرتو سبينيتا موسيقي أرجنتيني.

### فبراير
- 25 فبراير – نيستور كيرشنير رئيس سابق في الأرجنتين.

### مارس
- 18 مارس – ألبرتو غوميز لاعب كرة قدم أرجنتيني.

### مايو
- 14 مايو – ميغيل انخيل سولا ممثل أرجنتيني.
- 20 مايو – رينالدو ميرلو مدرب، ولاعب كرة قدم أرجنتيني.

### يوليو
- 21 يوليو – أوبالدو فيلول لاعب كرة قدم أرجنتيني.
- 21 يوليو – كارلوس أيمار لاعب كرة قدم أرجنتيني.
- 23 يوليو – رامون كيروجا لاعب كرة قدم بيروفي.

### سبتمبر
- 10 سبتمبر – روبين هوراسيو جاليتي لاعب كرة قدم أرجنتيني.
- 21 سبتمبر – مانويل ترايتنبيرغ سياسي إسرائيلي.

### أكتوبر
- 12 أكتوبر – ميغيل أوفييدو لاعب كرة قدم أرجنتيني.
- 17 أكتوبر – جورج بيريز
- 17 أكتوبر – ريكاردو فونتانا لاعب كرة قدم أرجنتيني.
- 31 أكتوبر – خوان خوسيه لوبيز مدرب، ولاعب كرة قدم أرجنتيني.

### نوفمبر
- 16 نوفمبر – هيكتور بالي لاعب كرة قدم أرجنتيني.

## وفيات

### يناير
- 1 يناير – دانييل سيمونز (مواليد 1890) لاعب كرة قدم أرجنتيني.

### أكتوبر
- 5 أكتوبر – خوان بوتاسو (مواليد 1908) لاعب كرة قدم أرجنتيني.